# Skånska Järnvägar
| Museumszug bei Vitaby |                      |                                                |                                                |
| Streckenlänge: | 27 km                |                                                |                                                |
| Spurweite: | 1435 mm (Normalspur) |                                                |                                                |
| Maximale Neigung: | 16,7 ‰               |                                                |                                                |
| Minimaler Radius: | 294 m                |                                                |                                                |
| Streckengeschwindigkeit: | 40 km/h              |                                                |                                                |
| |                      |                                                |                                                |
| \| \| \| ehem. Strecke von Degeberga \| \| \| \| 109,274 \| Brösarp (1900) \| Brösarp (1900) \| \| \| \| Verkeån \| \| \| \| 113,013 \| Ravlundabro (1901) \| Ravlundabro (1901) \| \| \| 116,523 \| Vitaby (1901) \| Vitaby (1901) \| \| \| 121,910 \| Scoutstugan \| Scoutstugan \| \| \| 122,572 14 \| Sankt Olof \| Sankt Olof \| \| \| \| Bahnstrecke Tomelilla–Brösarp nach Tomelilla \| \| \| \| 10 \| Grönhult \| Grönhult \| \| \| \| Kiesgrube \| \| \| \| 7 \| Gyllebosjö \| Gyllebosjö \| \| \| 5 \| Gyllebo (ab 1978 Östra Vemmerlöv)[1] \| Gyllebo (ab 1978 Östra Vemmerlöv)[1] \| \| \| 3 \| Virrestad \| Virrestad \| \| \| \| Bahnstrecke Ystad–Simrishamn von Simrishamn \| \| \| \| 0 \| Gärsnäs \| Gärsnäs \| \| \| \| Bahnstrecke Ystad–Simrishamn nach Tomelilla \| \| \| \| \| Bahnstrecke Köpingebro–Gärsnäs nach Köpingebro \| \| |                      |                                                |                                                |
| Strecke (außer Betrieb) |                      | ehem. Strecke von Degeberga                    | ehem. Strecke von Degeberga                    |
| Kopfbahnhof Strecke bis hier außer Betrieb | 109,274              | Brösarp (1900)                                 | Brösarp (1900)                                 |
| Brücke über Wasserlauf |                      | Verkeån                                        | Verkeån                                        |
| Bahnhof | 113,013              | Ravlundabro (1901)                             | Ravlundabro (1901)                             |
| Bahnhof | 116,523              | Vitaby (1901)                                  | Vitaby (1901)                                  |
| ehemaliger Haltepunkt / Haltestelle | 121,910              | Scoutstugan                                    | Scoutstugan                                    |
| Kopfbahnhof Strecke ab hier außer Betrieb | 122,572 14           | Sankt Olof                                     | Sankt Olof                                     |
| Abzweig geradeaus und nach rechts (Strecke außer Betrieb) |                      | Bahnstrecke Tomelilla–Brösarp nach Tomelilla   | Bahnstrecke Tomelilla–Brösarp nach Tomelilla   |
| Bahnhof (Strecke außer Betrieb) | 10                   | Grönhult                                       | Grönhult                                       |
| Abzweig geradeaus und nach links (Strecke außer Betrieb) |                      | Kiesgrube                                      | Kiesgrube                                      |
| Haltepunkt / Haltestelle (Strecke außer Betrieb) | 7                    | Gyllebosjö                                     | Gyllebosjö                                     |
| Bahnhof (Strecke außer Betrieb) | 5                    | Gyllebo (ab 1978 Östra Vemmerlöv)              | Gyllebo (ab 1978 Östra Vemmerlöv)              |
| Haltepunkt / Haltestelle (Strecke außer Betrieb) | 3                    | Virrestad                                      | Virrestad                                      |
| Abzweig ehemals geradeaus und von links |                      | Bahnstrecke Ystad–Simrishamn von Simrishamn    | Bahnstrecke Ystad–Simrishamn von Simrishamn    |
| Bahnhof | 0                    | Gärsnäs                                        | Gärsnäs                                        |
| Abzweig ehemals geradeaus und nach rechts |                      | Bahnstrecke Ystad–Simrishamn nach Tomelilla    | Bahnstrecke Ystad–Simrishamn nach Tomelilla    |
| Strecke (außer Betrieb) |                      | Bahnstrecke Köpingebro–Gärsnäs nach Köpingebro | Bahnstrecke Köpingebro–Gärsnäs nach Köpingebro |

Skånska Järnvägar ist eine schwedische Museumsbahn. Sie befährt zwei Abschnitte ehemaliger Privatbahnen, die 1941 von Statens Järnvägar übernommen und später für den Regelbetrieb stillgelegt wurden.

## Skånska Järnvägar AB
Besitzer und Betreiber der gesamten Bahnstrecke Gärsnäs–Brösarp war bzw. ist die Museumsbahngesellschaft Skånska Järnvägar AB. Der zugehörige Museumsbahnverein Museiföreningen Skånska Järnvägar wurde 1969 gegründet und führte 1971 seine ersten Zugfahrten durch.

## Strecken

### Bahnstrecke Gärsnäs–Sankt Olof
Der Streckenteil Gärsnäs–Sankt Olof wurde 1900 von der Järnvägsaktiebolaget Gärsnäs–S:t Olof erbaut und 1902 in Betrieb genommen. 1971 führte Skånska Järnvägar auf diesem Streckenteil seine ersten Sonderfahrten durch. Ein Jahr später wurde die Strecke offiziell stillgelegt und nur noch von Museumszügen befahren. 1994 übernahm die Museumsbahngesellschaft von der Gemeinde Simrishamn die Strecke.
Nach zwei Entgleisungen im Jahr 2008 endete der Museumsbetrieb auf diesem Streckenteil.

### Bahnstrecke Tomelilla–Brösarp
Die Bahnstrecke Tomelilla–Brösarp wurde 1901 von Järnvägsaktiebolaget Ystad–Brösarp erbaut und 1941 von SJ übernommen. Der Streckenteil Sankt Olof–Brösarp wurde am 1. Januar 1972 für den offiziellen Personenverkehr stillgelegt und danach nur von den Museumszügen befahren.

## Betrieb
Die Museumsbahn besitzt eine große Anzahl Dampflokomotiven von verschiedenen schwedischen Bahngesellschaften sowie einsatzfähige Personenwagen.
Während der Sommermonate fahren die Dampfzüge jeden Sonntag, in der Hochsaison (Anfang Juli–Anfang August) außerdem Mittwochs und an Donnerstagen.

## Galerie

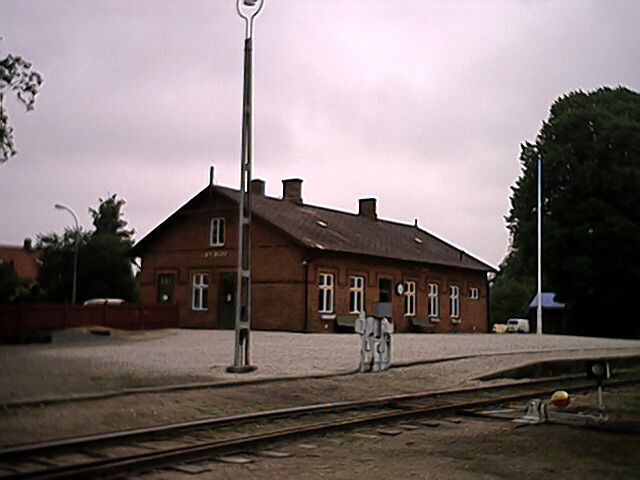
Bahnhof Sankt Olof
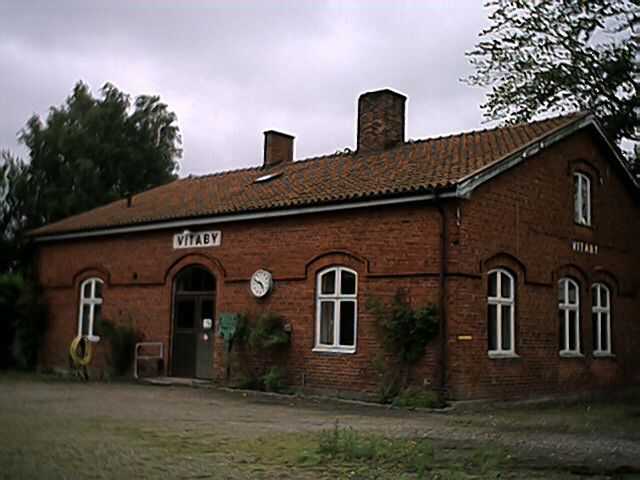
Bahnhof Vitaby
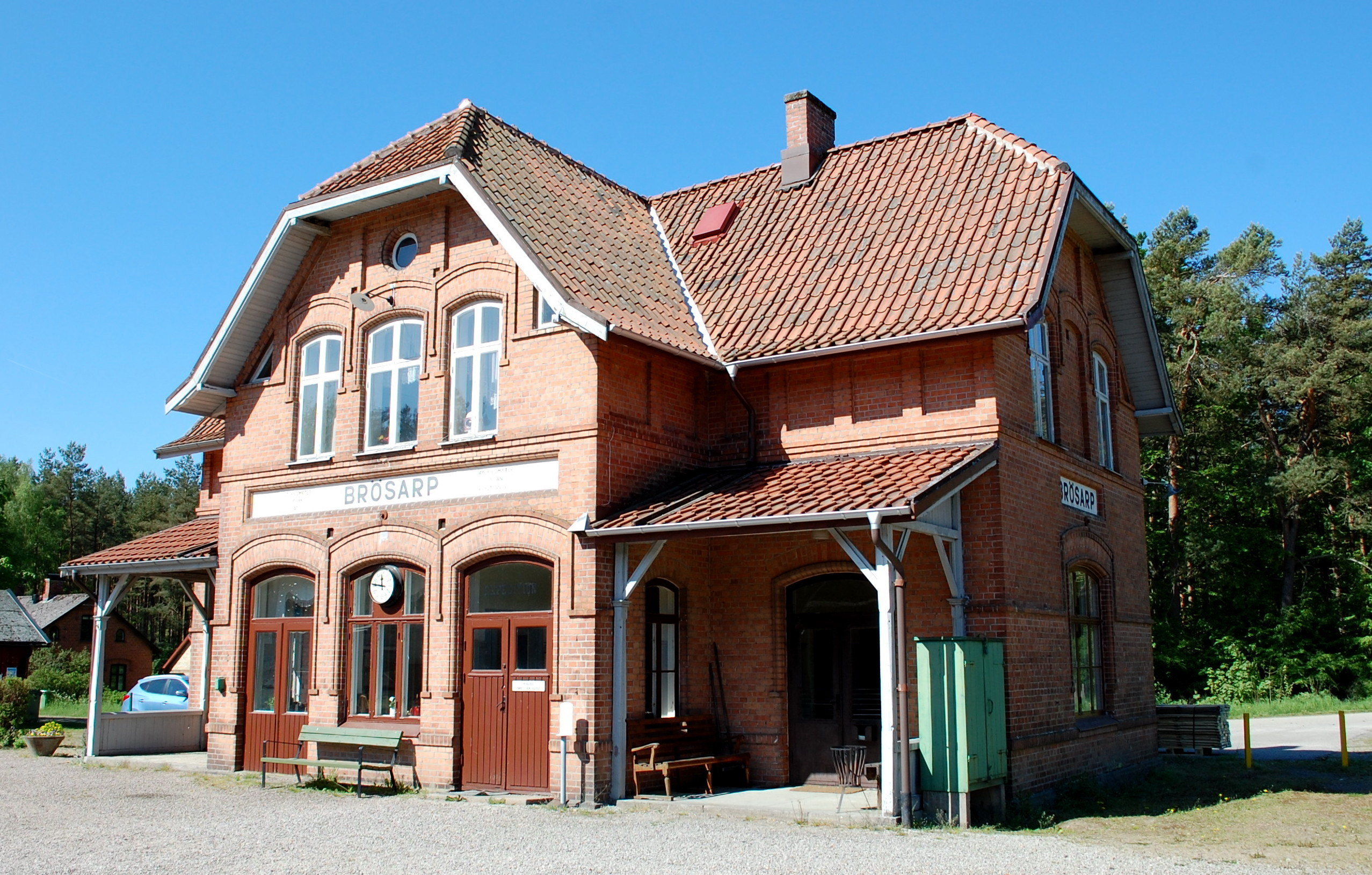
Bahnhof Brösarp
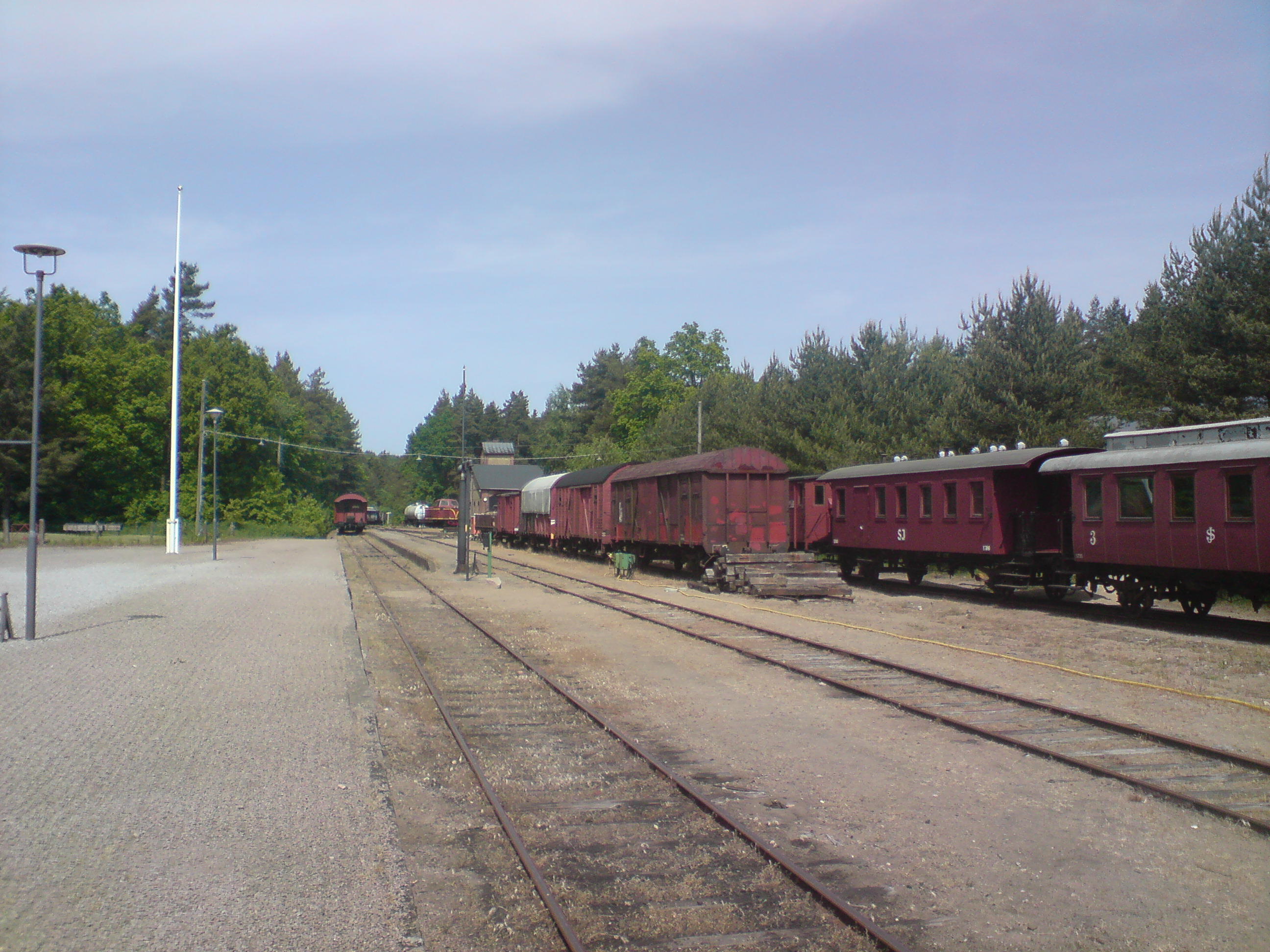
Bahnhof Brösarp
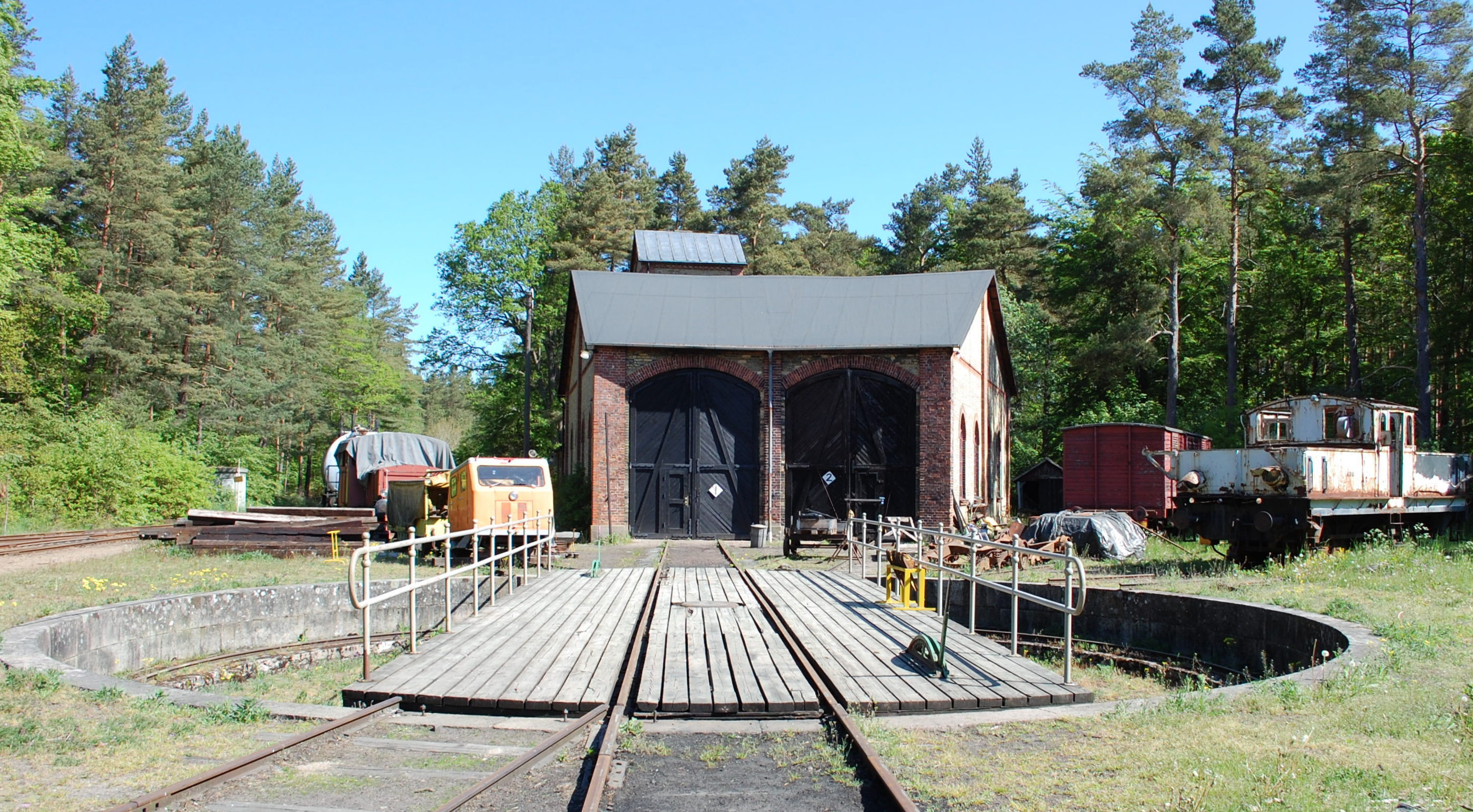
Drehscheibe im Bahnhof Brösarp
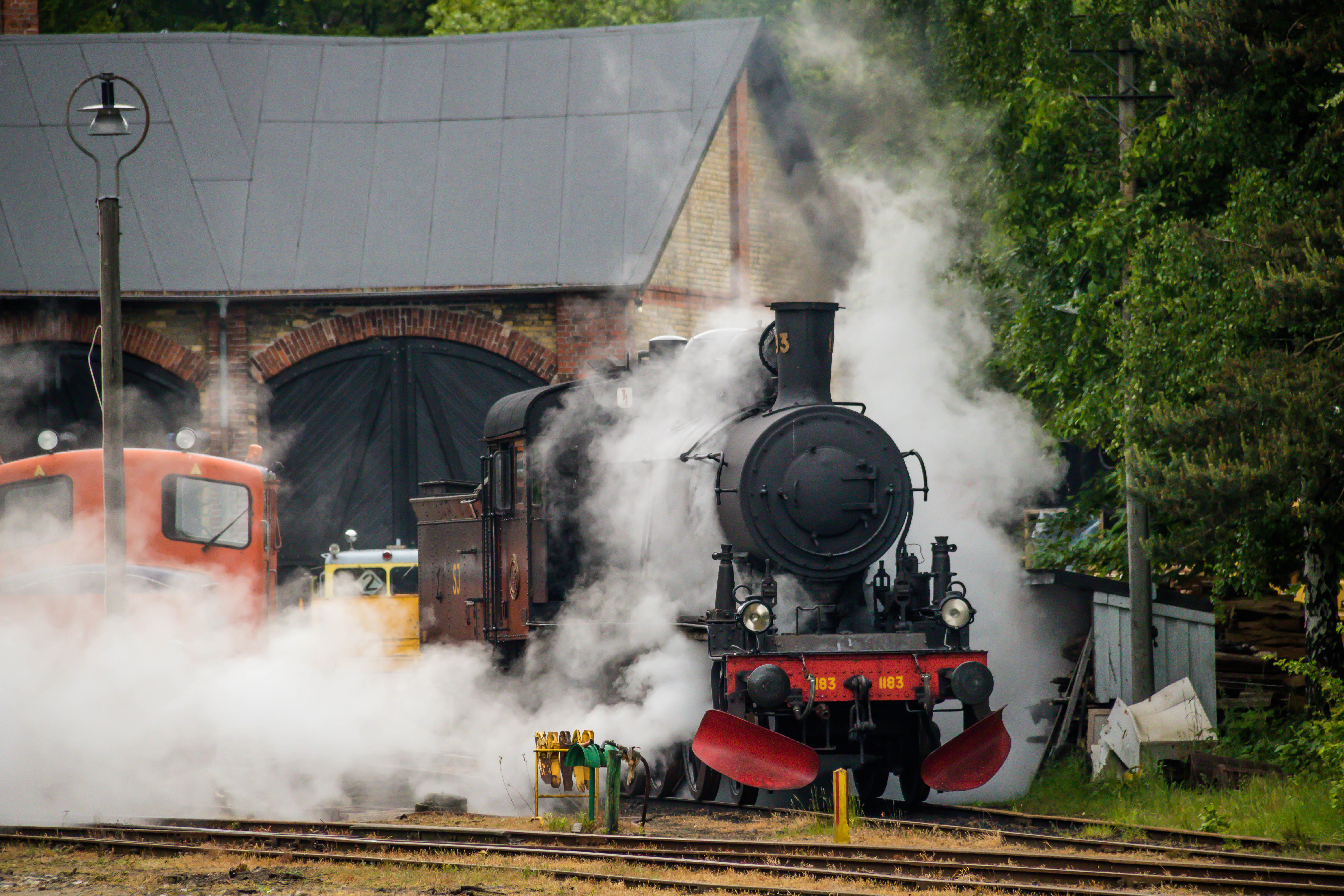
Dampflokomotive 1183 der Skånska Järnvägar
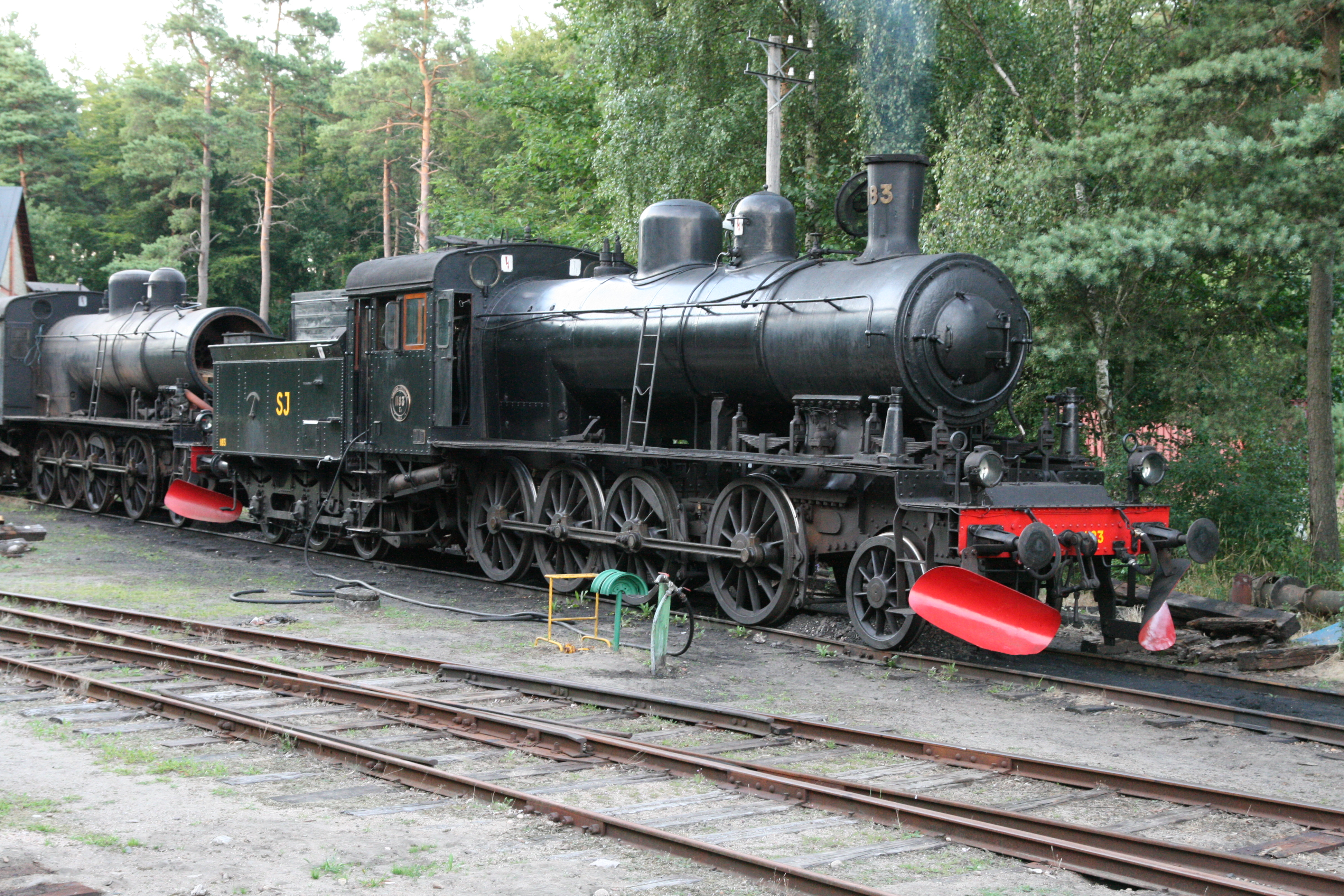
Dampflokomotive der Skånska Järnvägar
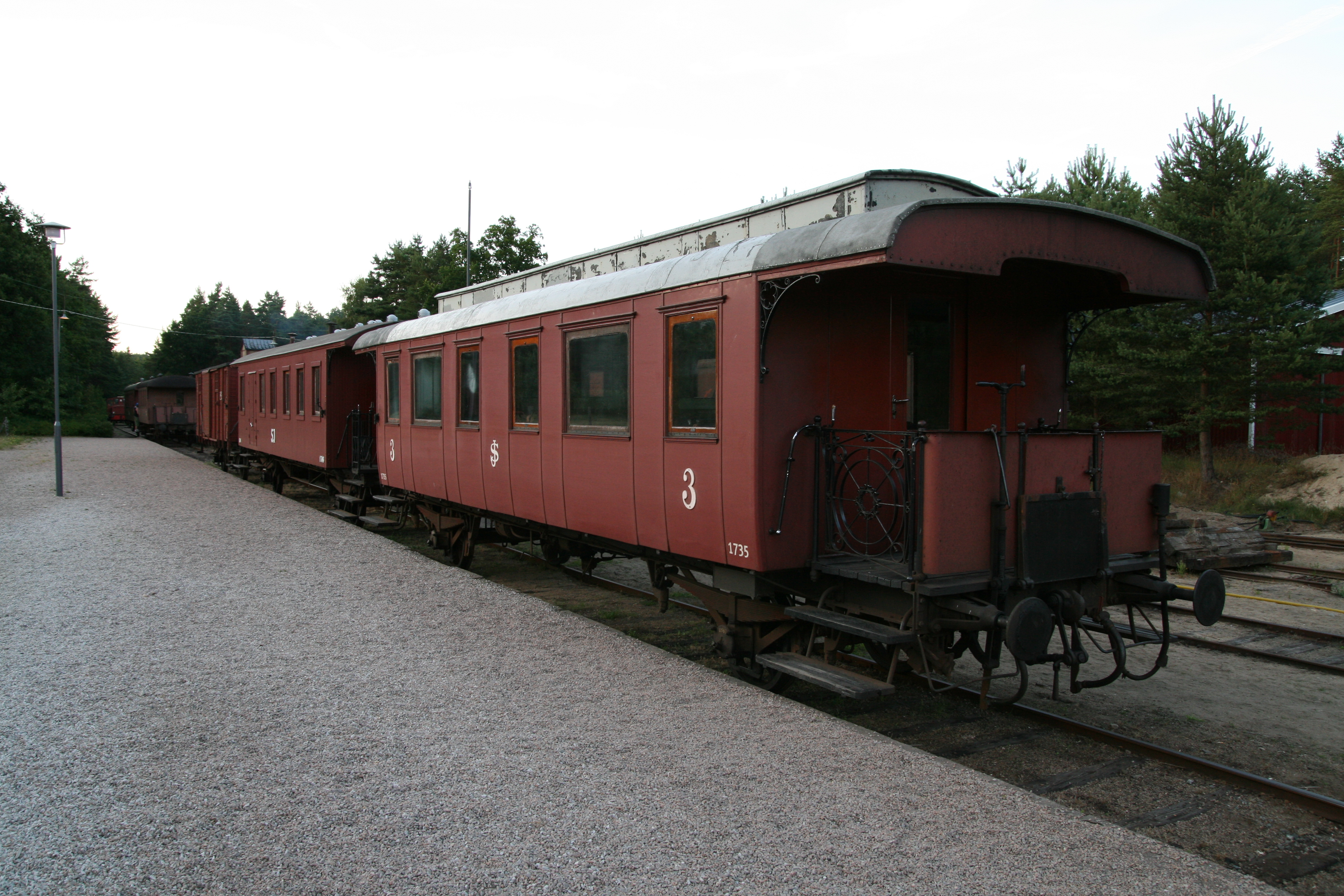
Personenwagen der Skånska Järnvägar
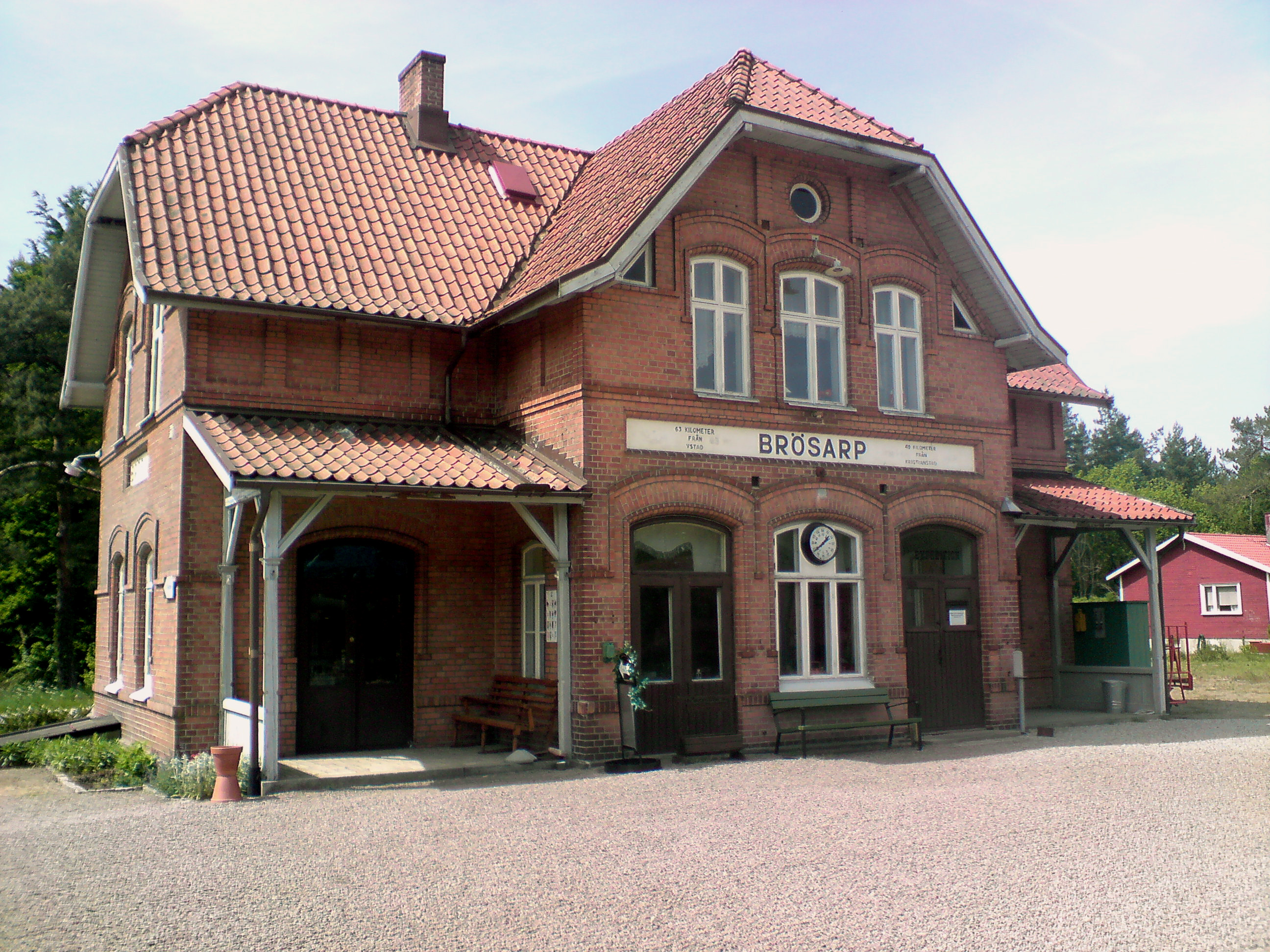
Bahnhof Brösarp